# منشية المزار
منشية المزار قرية أردنية صغيرة تقع في جنوب الأردن من ضمن محافظة الكرك وهي من الجهة الغربية من بلدة المزار الجنوبي معظم سكان القرية من عشائر الطراونة .